# Іда Корр
Іда Корр (дан. Ida Corr; нар. 14 березня 1977, Орхус) — данська соул-співачка.

## Дитинство
Іда Корр народилася у Орхусі, другому за величиною місті Данії. Мати її данка, а батько родом з країни Гамбія. Вона жила у будинку наповненому музикою. Її батько — музикант — багато грав зі своїми друзями вдома. Вона почала намагатися грати у шість років, сформувала свою власну групу в дев'ять, виконуючи композиції Джеймса Брауна на вулицях Аархуської конвенції. У віці одинадцяти років її група виграла перший приз Національного Данського радіо Songcontest в інтересах дітей.

## Творчість
Після дитячих успіхів у житті юної вокалістки музика стала головною сферою діяльності. За наступні кілька років вона розвила свій співочий талант та направила всі сили на побудову своєї кар'єри, ставши з часом однією з найулюбленіших виконавців Данії, а згодом і світу.
У 2004 році на Національному радіо вийшов її перший сингл «U makes me wanna», який миттєво став суперхітом. Пізніше в 2005 році Іда Корр випускає альбом «Streetdiva», який остаточно закріплює за нею статус зірки данської музичної сцени. 12 пісень у стилі urban, в тому числі кілька хітів для програвання на данських радіостанціях. Потім — другий альбом «Robosoul», який був випущений 11 жовтня 2006, і саме на ньому виявилася композиція «Let Me Think About It». Вона була випущена як сингл в травні 2007 року з реміксами від Fedde Le Grand, його старого вірного партнера Funkerman і Gregor Salto & DJ Madskilz. Новий трек приніс вокалістці світову популярність. І саме версія від Fedde Le Grand стали грати всі великі діджеї і танцювальні медіа. Fedde Le Grand в черговий раз показав, який він талановитий артист, а вже зовсім скоро очікується вихід його дебютного альбому, повного нових свіжих хітів. 07 липня 2007 в рамках міжнародного концертного марафону Live Earth, о 07. 07 ранку з Амстердама по всій Голландії, прозвучала спеціальна пісня «Mirror 07-07-07», створена спеціально для цього випадку. А потім, під вечір, парочка вирушила на Sensation White в Amsterdam Arena, де наживо виконали «Let Me Think About It».
20 серпня 2012 року оголосили, що Корр замінить Пернілу Розендал як суддя на «X Factor» у шостому сезоні, приєднавшись до Томаса Блахмана та нової судді Анн Ліннет.

## Дискографія
- Under The Sun (2009)
- SugaRush Beat Company (2008)
- One (2008)
- Robosoul (2006)
- Street Diva (2005)

## Факти
- Вона мультіталант: Співачка, композитор і музичний продюсер

- У 2002 Іда була в дівочій групі Sha Li Mar

- Вона виграла DeeJay Awards 2008 у Данії в номінаціях «Данський клуб-хіт року» і «Данський улюблений DeeJay року», але програла в номінації «Данський Артист року»

- «Sensation White 2007» в Амстердамі був першим великим виступом Іди перед 45000 людей

- Вона є автором або співавтором всіх пісень у всіх своїх альбомах

## Нагороди
- 2008 — DeeJay Awards 2008, номінації: «Данський клуб-хіт року», «Данський улюблений DeeJay року»; IMPALA Diamond Award[3]

- 2009 — European Border Breakers Award, номінація «Найкращі продажі Данського Артиста в Європі»[4]; African Achievement Awards, номінація «Найкращий Африканський артист»[5]